# The Entertainer

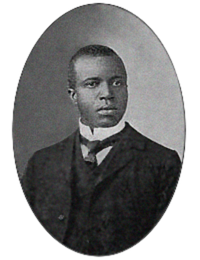
Scott Joplin

The Entertainer är en pianolåt skriven 1902 av Scott Joplin i ragtime. Den första inspelningen av låten gjordes först 1928 av bandet Blue Boys, då framförd på mandolin och gitarr. Recording Industry Association of America placerade låten som nummer 10 på deras lista över århundradets låtar. Trots att låten i original var skriven som en poplåt har låten med tiden kommit att mer ses som ett klassiskt stycke. The Entertainer är vanligt förekommande  i populärkultur och finns bland annat med i filmerna Blåsningen, The Way of Twain och DeLeida: Original Version. Därtill har den även förekommit i en rad spel. I USA används den även frekvent av glassbilar.